# Tom Krause
Tom Gunnar Krause (5. Juli 1934 in Helsinki – 6. Dezember 2013 in Hamburg) war ein finnischer Opern- und Liedersänger (Bassbariton).

## Leben
Der Sohn eines Versicherungsdirektors sprach sieben Sprachen fließend und studierte in Helsinki zunächst Medizin. Ab 1956 studierte er Gesang in Hamburg und an der Wiener Musikakademie. Krause war besonders bekannt für seine Mozart-Interpretationen und seine Liederabende. Er hat mehrfach bei den Bayreuther Festspielen und bei den Salzburger Festspielen mitgewirkt.